# جون دينتون
جون دينتون (2 نوفمبر 1890 - 9 أبريل 1971)  (بالإنجليزية: John Denton)‏ هو لاعب كريكت بريطاني (وحمل سابقاً جنسية المملكة المتحدة لبريطانيا العظمى وأيرلندا).